# Messina SC
Messina SC – włoski klub piłkarski, mający swoją siedzibę w mieście Mesyna, na Sycylii.

## Historia
Chronologia nazw:
- 1911: Audace FC
- 1921: Messina SC
- 1922: Messina Football Club - po fuzji z Unione Sportiva Messinese i SS Umberto I
- 1922: klub rozwiązano

Klub piłkarski Audace FC został założony w Mesynie w 1911 roku. Zespół występował w turniejach lokalnych. Po rozpoczęciu I wojny światowej klub rozpadł się.
W 1921 klub został reaktywowany jako Messina SC. W 1921 powstał drugi związek piłkarski C.C.I., w związku z czym mistrzostwa prowadzone osobno dla dwóch federacji. W sezonie 1921/22 startował w Prima Divisione (pod patronatem C.C.I.), gdzie był piątym w grupie siciliano. W 1922 po kompromisie Colombo mistrzostwa obu federacji zostały połączone, a klub kontynuował występy w Prima Divisione. 28 listopada 1922 roku nastąpiła fuzja z Unione Sportiva Messinese (założonym w 1900 jako Messina FC) i Umberto I (założonym w 1906). Nowy klub przyjął nazwę pierwszego klubu miejskiego Messina FC. Po fuzji klub został rozwiązany.

## Sukcesy

### Trofea międzynarodowe
Nie uczestniczył w rozgrywkach europejskich (stan na 31-05-2017).

### Trofea krajowe
| \| \| Zdobyte trofea w rozgrywkach Włoch (stan na: 31-05-2017) \| |                                                          |      |                             |
| Rozgrywki                                                         | Osiągnięcie                                              | Razy | Sezon(y)                    |
| · Mistrzostwo                                                     | I miejsce                                                | 0    |                             |
| · Mistrzostwo                                                     | II miejsce                                               | 0    |                             |
| · Mistrzostwo                                                     | III miejsce                                              | 0    |                             |
| · Mistrzostwo                                                     | 5.miejsce                                                | 1    | 1921/22 (Sezione siciliana) |
| · Puchar                                                          | zdobywca                                                 | 0    |                             |
| · Puchar                                                          | finalista                                                | 0    |                             |
| II liga                                                           | I miejsce                                                | 0    |                             |
| II liga                                                           | II miejsce                                               | 0    |                             |
| II liga                                                           | III miejsce                                              | 0    |                             |
| Włochy                                                            | Zdobyte trofea w rozgrywkach Włoch (stan na: 31-05-2017) |      |                             |

## Stadion
Klub rozgrywał swoje mecze domowe na boisku Enzo Geraci w Mesynie.